# Leon Komorski
Leon Komorski, ps. „Niemira”, „Szeliga” (ur. 8 kwietnia 1890 w Radłowie, zm. 15 maja 1942) – polski urzędnik bankowy, oficer rezerwy Wojska Polskiego, w 1936 pozbawiony stopnia kapitana piechoty za przywłaszczenia na stanowisku urzędnika.

## Życiorys
Urodził się 8 kwietnia 1890 w Radłowie, w rodzinie Tomasza, nauczyciela, i Rozalii ze Staniewskich. Był uczniem szkół w Mogilnie i Poznaniu, a po otrzymaniu świadectwa maturalnego zaczął pracować jako biuralista. Podczas I wojny światowej był żołnierzem armii niemieckiej, a w 1918 mianowano go podporucznikiem. W późniejszym okresie zdezerterował z armii niemieckiej.
W 1918 dołączył do Polskiej Organizacji Wojskowej Zaboru Pruskiego, a 12 listopada 1918 w Ostrowie Wielkopolskim został w 1 pułku ostrowskim dowódcą 1 kompanii. Przyczynił się też do zorganizowania w Szczypiornie dwóch kompanii I batalionu pogranicznego. Uczestnik powstania wielkopolskiego za co odznaczony został Krzyżem Walecznych oraz brał udział w wojnie polsko-bolszewickiej. W 1920 podczas walk na froncie południowym dowodził jednostkami batalionu pogranicznego. Następnie dowodził w Ostrowie batalionem 12 pułku strzelców wielkopolskich. Mając stopień kapitana w 1922 odszedł do rezerwy. Do 1939 był pracownikiem Banku Komunalnego w Poznaniu. Działał także w Związku Strzeleckim.
W czasie trwania kampanii wrześniowej zgłosił się w Poznaniu do Straży Obywatelskiej. W październiku 1939 w Poznaniu był współtwórcą Polskiego Wojska Ochotniczego – organizacji podziemnej, która od połowy października nosiła nazwę Wojsko Ochotnicze. Będąc komendantem głównym tejże organizacji doprowadził do wydania tajnej gazetki „Polonia Poznańska”. Autor planu powstania polskiego przeciw okupantowi, gdyby oczekiwana interwencja Francji oraz Wielkiej Brytanii doszła do skutku.
Utrzymywał łączność z Komendą Główną Służby Zwycięstwu Polski w Warszawie, a 8 grudnia 1939 został komendantem Wojska Ochotniczego Ziem Zachodnich (WOZZ), która była największą organizacją podziemną w Wielkopolsce. W tym samym okresie otrzymał stopień podpułkownika na podstawie rozkazu Komendy Głównej Służby Zwycięstwu Polski.
11 kwietnia 1940 aresztowało go Gestapo i skazany został przez sąd pierwszej instancji na karę śmierci. Wyrokiem sądu wojskowego III Rzeszy z 31 marca 1941 otrzymał karę 15 lat ciężkiego więzienia, którą odbywał w Rawiczu. Zmarł tam 15 maja 1942 w nieznanych okolicznościach. Został pochowany na miejscowym cmentarzu.
Jego żoną była Julia (Julianna) z Michniewskich (ur. 8 stycznia 1892), która pod pseudonimem „Hanka Szreniawa” kierowała służbą sanitarną w WOZZ. Mieli syna Jana (ur. 7 lipca 1922).

## Ordery i odznaczenia
- Krzyż Walecznych
- Medal Niepodległości – 20 lipca 1932 roku „za pracę w dziele odzyskania niepodległości”[10].